# Tourzel-Ronzières
 Tourzel-Ronzières  là một xã ở tỉnh Puy-de-Dôme trong vùng Auvergne-Rhône-Alpes miền trung nước Pháp.